# Мансфілд (Нью-Йорк)
Мансфілд (англ. Mansfield) — місто (англ. town) в США, в окрузі Каттарогус штату Нью-Йорк. Населення — 843 особи (2020).

## Демографія
Згідно з переписом 2010 року, у місті мешкало 808 осіб у 337 домогосподарствах у складі 233 родин. Було 635 помешкань
Расовий склад населення:
| - 98,9 % — білих - 0,5 % — азіатів - 0,2 % — чорних або афроамериканців |

До двох чи більше рас належало 0,2 %. Частка іспаномовних становила 1,2 % від усіх жителів.
За віковим діапазоном населення розподілялося таким чином: 19,9 % — особи молодші 18 років, 65,7 % — особи у віці 18—64 років, 14,4 % — особи у віці 65 років та старші. Медіана віку мешканця становила 46,9 року. На 100 осіб жіночої статі у місті припадало 101,5 чоловіків;  на 100 жінок у віці від 18 років та старших — 106,7 чоловіків також старших 18 років.
Середній дохід на одне домашнє господарство  становив 78 133 долари США (медіана — 65 625), а середній дохід на одну сім'ю — 89 928 доларів (медіана — 69 773). Медіана доходів становила 41 641 долар для чоловіків та 35 938 доларів для жінок. За межею бідності перебувало 10,5 % осіб, у тому числі 26,3 % дітей у віці до 18 років та 1,5 % осіб у віці 65 років та старших.
Цивільне працевлаштоване населення становило 431 особа. Основні галузі зайнятості: освіта, охорона здоров'я та соціальна допомога — 22,5 %, мистецтво, розваги та відпочинок — 18,1 %, роздрібна торгівля — 14,4 %, будівництво — 13,7 %.